# 同志社大学今出川キャンパス

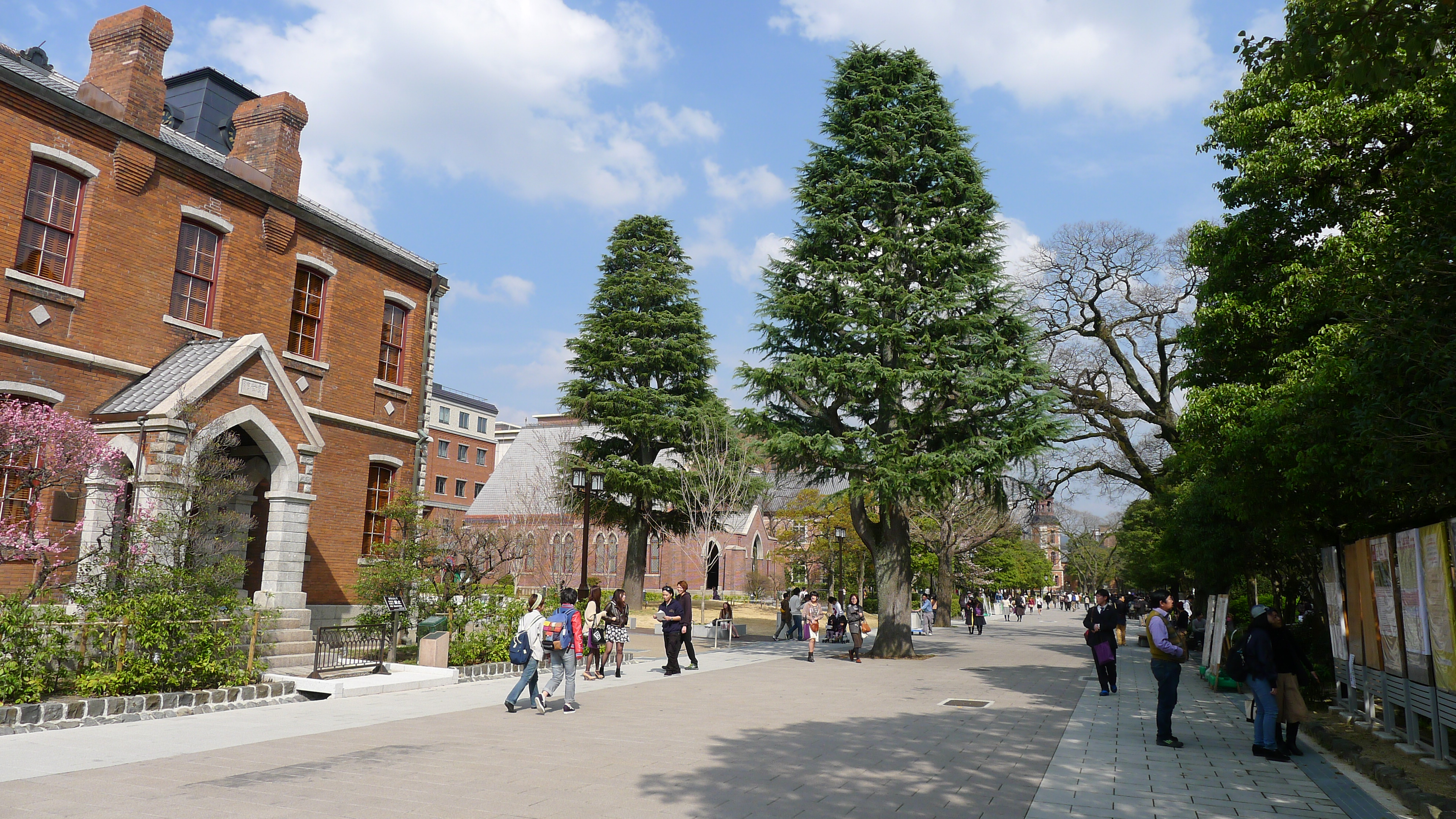
西門から

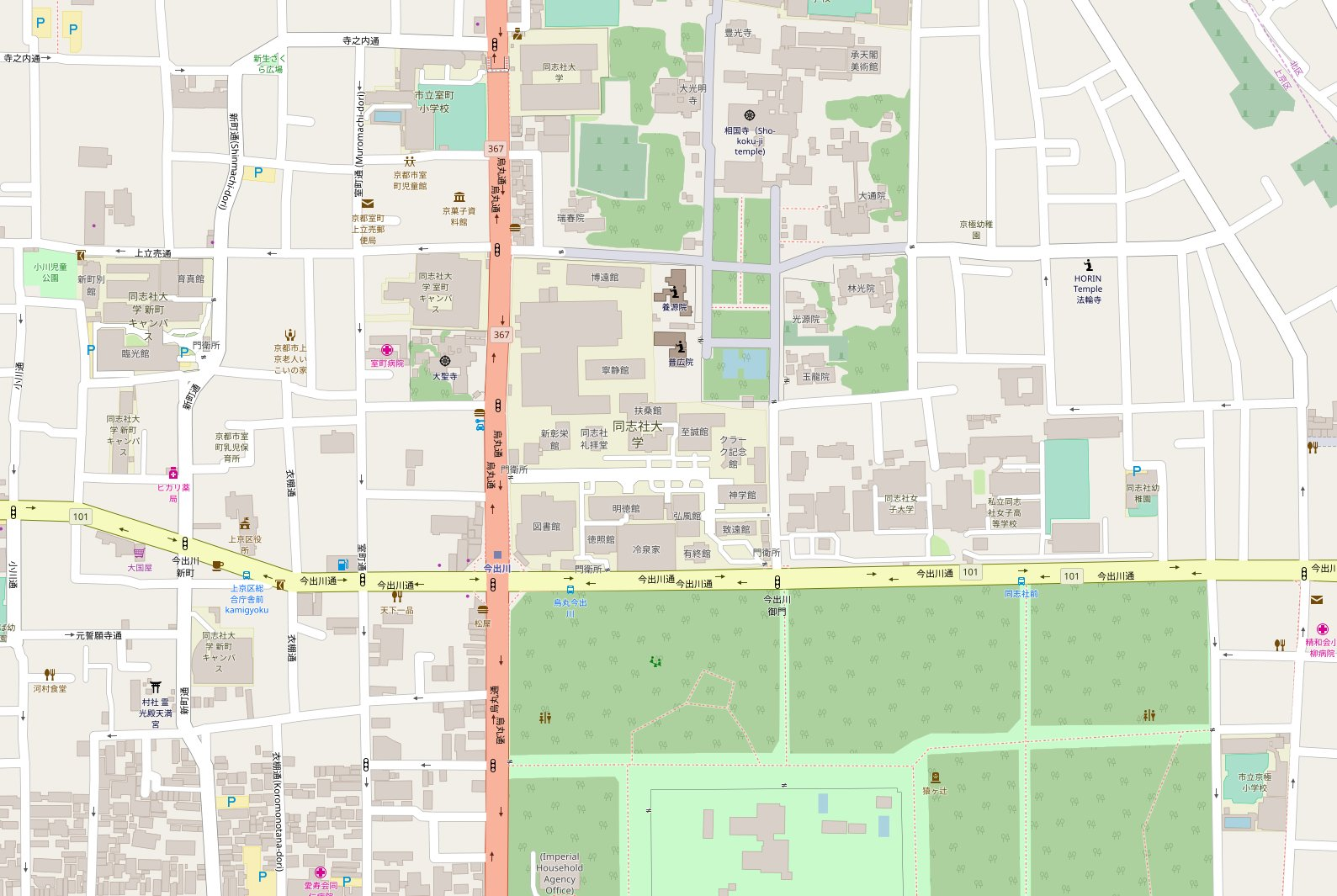
キャンパスマップ

同志社大学今出川キャンパス（どうししゃだいがくいまでがわキャンパス）は同志社大学本部のあるキャンパス。

## 概要
今出川キャンパスは旧薩摩藩邸の跡地で、隣接して冷泉家、南に京都御所、北に相国寺がある。キャンパス内には、明治期に建てられた、彰栄館・礼拝堂・有終館・ハリス理化学館・クラーク記念館の5棟（すべて国の重要文化財）が現存する。これらの建物は今も講義・礼拝・学校法人事務室等に使用されている。
2010年京都市左京区岩倉に同志社中学校が移転した跡地に、2012年10月、大学の文系学部の移転のため「良心館」（地下2階、地上5階、建築面積約8,000m2、延床面積約40,000m2）が完成した。キャンパス東側には、同志社女子大学今出川キャンパス、同志社女子中学校・高等学校、同志社幼稚園が隣接している。
相国寺への参道を挟んで東西に校地が分かれており、啓明館、アーモスト館、新島遺品庫（ウィリアム・メレル・ヴォーリズ設計）がある東側校地は、同志社女子大学とは簡単な仕切りがあるだけで一体的である。
今出川・新町・室町・烏丸の各キャンパスは近接し、一般にはこれら4つのキャンパスを併せて今出川校地と呼ばれている。いずれも明治時代の洋風建築を思わせる外観をもち、上京市街の重要な景観となっている。
今出川キャンパスの敷地面積は 63,050㎡。

## 歴史

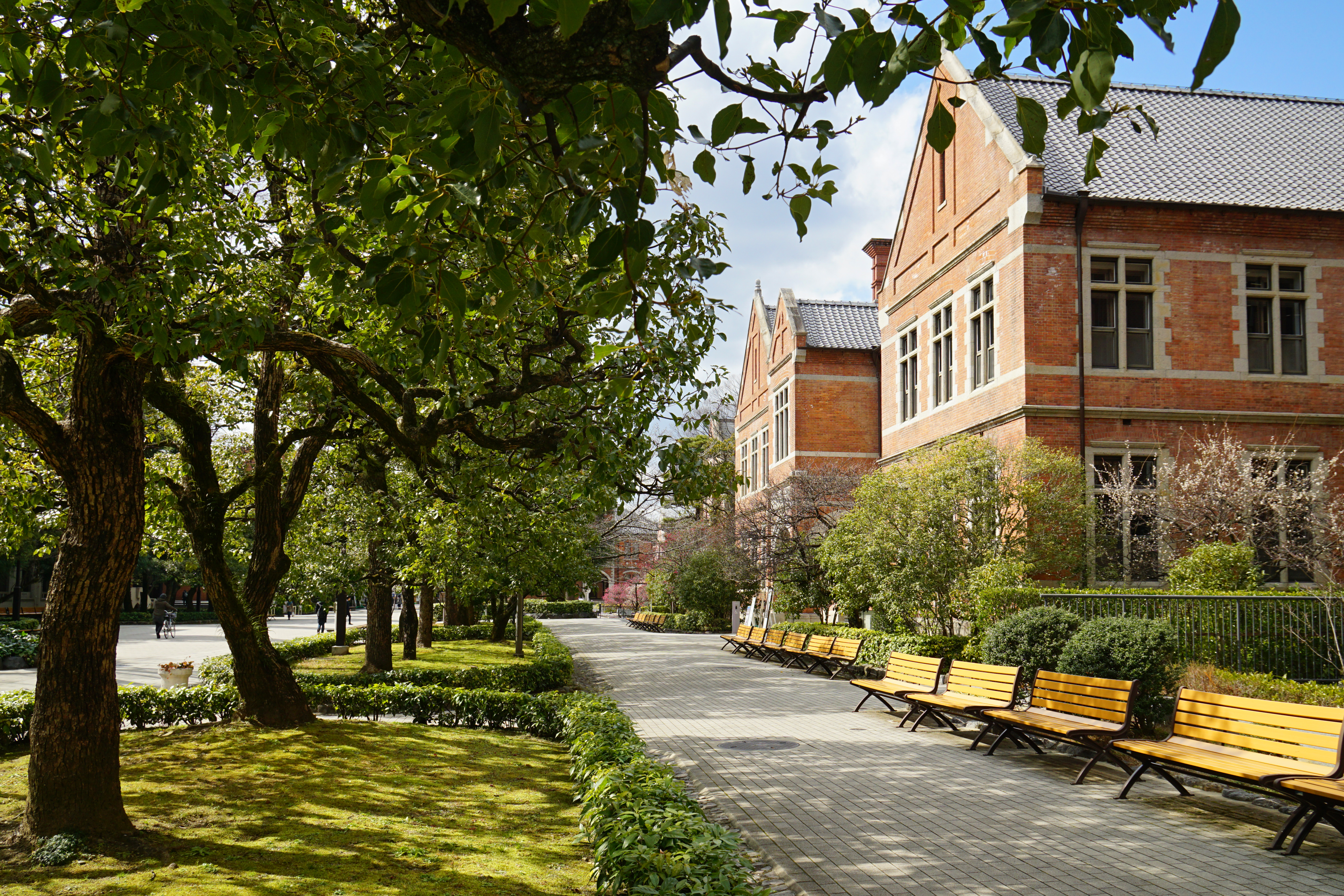
ハリス理化学館前から

同志社大学の前身・同志社英学校以来の伝統あるキャンパス。幕末の1862年頃には薩摩藩邸が置かれており、元会津藩士山本覚馬（創立者新島襄の妻新島八重の実兄・新島死後の同志社臨時総長）が明治維新の混乱の中で藩邸跡地を取得していた。1875年11月29日の同志社英学校開校時には京都市上京区寺町丸太町上ルの高松保実の屋敷（現在は新島旧邸）の一角を借り、教室兼寄宿舎として利用していた。翌年の1876年、新島は山本から薩摩藩邸跡地の売買譲渡をうけ、同志社英学校が移転。当初は木造建築2棟（第一寮、第二寮の1階を教室、2階を寄宿舎として使用）と食堂棟であった。「自責の杖事件」の舞台となった第二寮は、1970年代に京田辺キャンパスに移築された後、キャンパス拡張により現在は解体保存され、復原が待たれているところである。
同志社英学校設立当時の京都はキリスト教排斥運動が激しく、京都府知事槇村正直との間で、校内において教育を行う際に聖書を教えてはいけないとの契約を結んでいた。窮余の策として、現在のアーモスト館付近にあった元豆腐屋を新島名義で買い上げ、学校外のその場所で聖書を教えていた。

## 使用学部
- 学部：神学部、文学部、社会学部、法学部、経済学部、商学部、政策学部、グローバル地域文化学部
- 大学院：神学、文学、社会学、法学、経済学、商学、総合政策科学、グローバル・スタディーズ、法科大学院(司法研究科)、ビジネススクール(ビジネス研究科)

京田辺キャンパスから今出川キャンパスへの統合移転は、2009年神学部、社会学部が先行して行われた。2013年、文学部、法学部、経済学部、商学部の4学部の統合移転が完了し、人文系・社会科学系学部は1年次から4年次まで、当キャンパスで学ぶ環境が整えられた。ただ、そのために学生数が急増し、従来新町・烏丸キャンパスを含めて約12000人の学生数だったのが、文系学部集約後は約20000人へと急増し、人口過密なキャンパスとなっており、食堂が極めて混雑したり今出川キャンパスと新町キャンパスを移動する学生によって、時間帯によっては地元の住民の通行が困難になるなどの問題も起こっている。

## 施設

### 教育・厚生施設

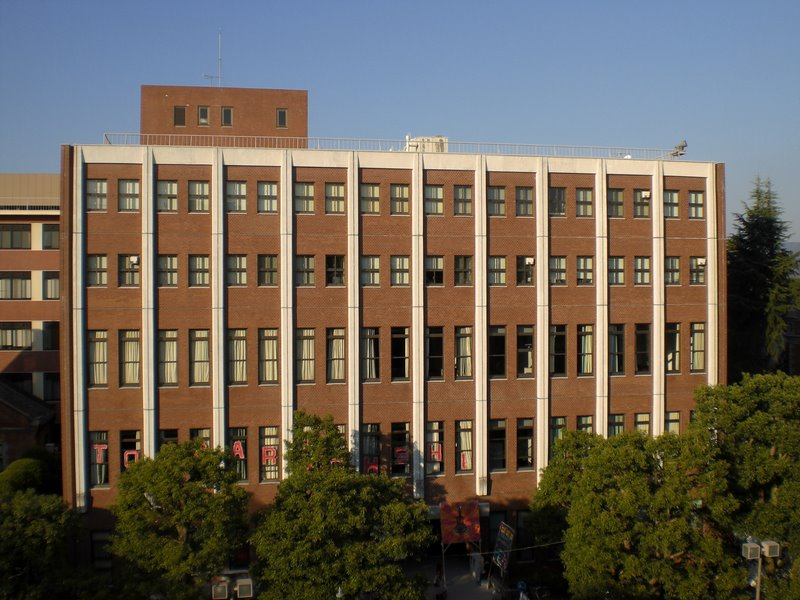
至誠館

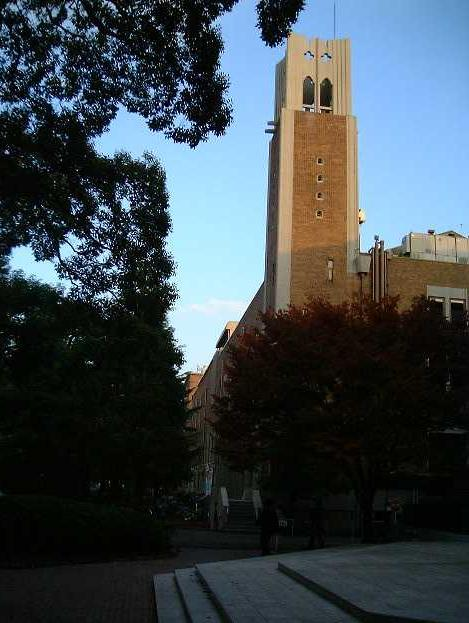
明徳館

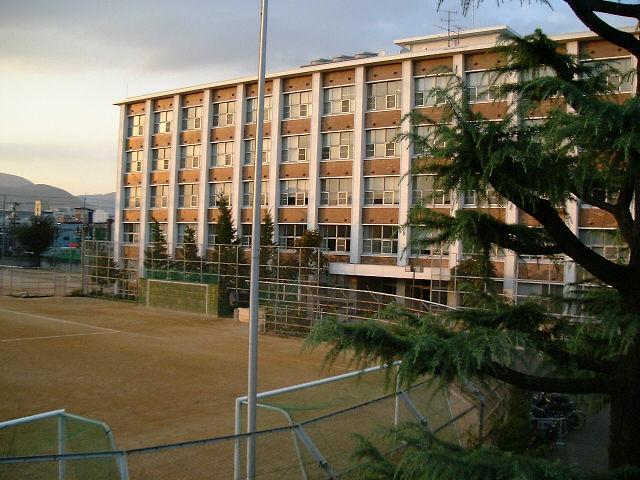
博遠館

- 弘風館 （こうふう-かん 略称:K）1957年に第一期工事、1959年に第二期工事が完成。
施工：ミラノ工務店[1]、延床面積：5,329m2[2]。地上5階、地下1階建て。有終館の北側の旧弘風館および旧至誠館の跡地に建てられた[3]。
教室、ラウンジ、日本語・日本文化教育センター、入学センター、広報課・校友・父母課
- 至誠館 （しせい-かん 略称:S）1967年
地上5階、地下1階建て。商学部事務室（1階）、教室（地下1階-3階）、研究室（4、5階）[4]
- 神学館 （しんがく-かん 略称:G）1963年
設計：奈良信建築設計事務所、施工：ミラノ工務店、建設費：1億3,000万円、延床面積：2,929m2、地上4階、地下1階建て。
1階に事務室と会議室、2階に神学部図書室と中教室、3階に礼拝堂と小教室、4階に研究室が設けられ[5][6][7]、1977年に西独ルドルフ・フォン・ベッカラート社（ドイツ語版）製のパイプオルガンが礼拝堂に奉献された[8]。
- クラーク記念館 （略称:CL）1894年
キリスト教文化センター、教室、クラークチャペル
- 明徳館 （めいとく-かん 略称:M）1952年に第一期工事、1954年に第二期工事が完成。
設計：大倉三郎、延床面積：6,476m2、建設費：8,700万円[9]、地上5階、地下1階建て。
建物の一角に塔屋があり、一見すると早大大隈講堂に似たデザインである。同志社大学で初の階段式の大教室を備え、地階に学食、学生ラウンジ、カフェ、生協の売店などが設けられた[10][11]。そのほか教育開発センター、研究支援課などもある。
- 徳照館 （略称:T）1982年
建築面積：722.57m2、地上6階、地下2階、塔屋1階建て[12]。
文学部研究室、文学部・文学研究科事務室
- 博遠館 （はくえん-かん 略称:H）1963年～1964年
延床面積：7,357m2[13]、建設費：1億3,500万円、地上5階、地下1階建て。
当初は電気工学・電子工学・機械工学系の研究室や実験室、製図室などが置かれたが[14]、現在は教室棟、研究開発推進機構、高等研究教育機構、法学部生の学習室などの複合施設となっている[15]。
今出川新図書館建設のため地下1階に書庫が設けられている[16]。
- 寧静館 （ねいせい-かん 略称:N）2023年改築竣工。
施行：戸田建設[17]。EU情報センターがあり、EU関連の書物やレポートも充実している。
今出川新図書館建設のため1階および地下1階に図書館機能が設けられている[16]。
- 扶桑館 （ふそう-かん 略称:F）1962年に第一期工事、1966年に第二期工事が完成。
地上5階、地下1階建て。当初は化学系の実験室や工学部教授の研究室などが置かれた[4]。
ワールドワイドビジネス研究センター、ヒューマンセキュリティ研究センター、社会的共通資本研究センター、国際センター（国際課）、日本語・日本文化教育センター（国際教育課）、京都アメリカ大学コンソーシアム（KCJS）
- 啓明館 1915年～1920年
人文科学研究所、同志社社史資料センター、施設部
メディア工房、情報教室、ゼミナール教室
- 待辰館 1957年
地上2階建て。当初は大学宗教センターが置かれていた[18]。
一神教学際研究センター
- 光塩館 （こうえん-かん 略称:KE）1976年
設計・監理：富家建築事務所、施工：大林組、延床面積：5,541m2、地上5階、地下2階建て[19]。
法学部・法学研究科研究室・共同研究室
- 真義館 2013年
設計：類設計室、施工：戸田建設[20]。
西門脇に作られた会議棟。烏丸通から重要文化財の建物群を見渡せるように半地下式になっている。

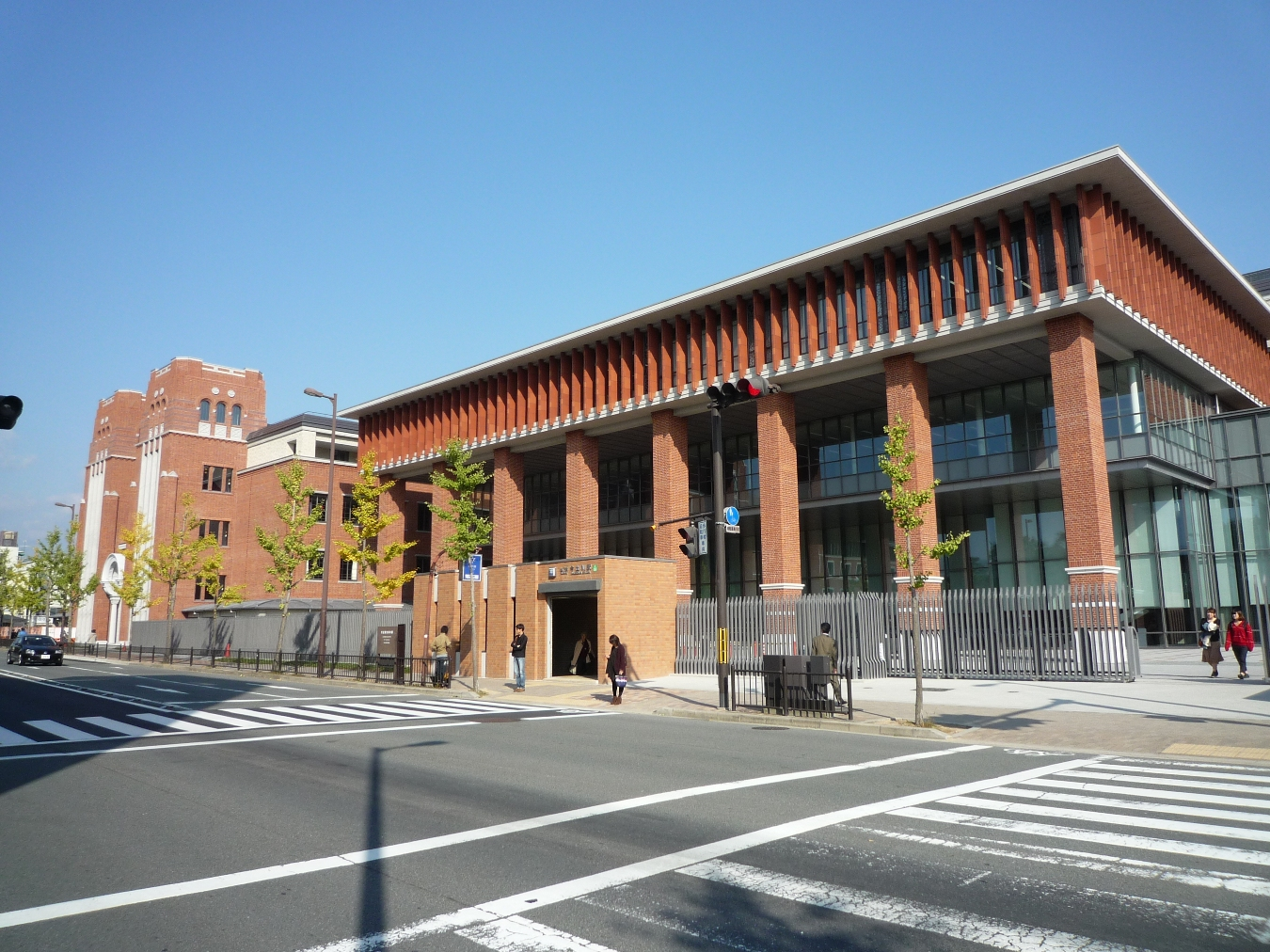
良心館

- 良心館 （りょうしん-かん 略称:RY）2012年
設計：東畑建築事務所、施工：戸田建設、地上5階、地下2階建て、延床面積：40,446m2[21][22]。
教室、今出川キャンパス教務センター、経済学部・経済学研究科研究室・共同研究室、自習室、ラーニング・コモンズ、生協書籍部、食堂、購買、ベーカリーカフェ
同志社中学校跡地に建設された広大な新館。地下1階には大きな吹き抜けのスペースがあり、地下鉄今出川駅北口改札口からの通路が設置されている。このスペースには食堂・生協書店・生協コンビニなどがあり、大学の新たな玄関口としての機能も備えられている。

### 運動施設
なし

### その他施設
- 有終館
庶務課は彰栄館に移転
- 致遠館
2021年竣工。設計：東畑建築事務所、延床面積：約3,200m2、地上3階、地下1階建て[23]。
人事課、経理課、資金課、学事課、企画課
- 彰栄館
学長室、庶務課
- 新島遺品庫
1942年竣工。設計：ウィリアム・メレル・ヴォーリズ。81m2ほどの煉瓦造平屋建て。新島襄永眠50周年記念として、校友池田庄太郎の寄付により建てられた。かつては陳列室で展覧会が行われたこともあったが、1995年以降は非公開となっている[24][25]。

### 現存しない施設

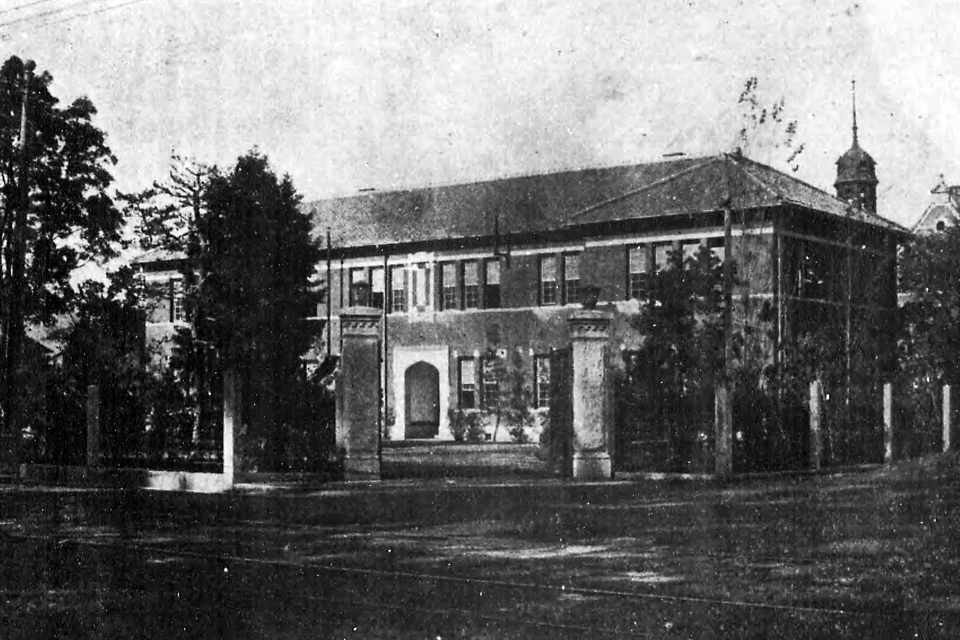
旧致遠館

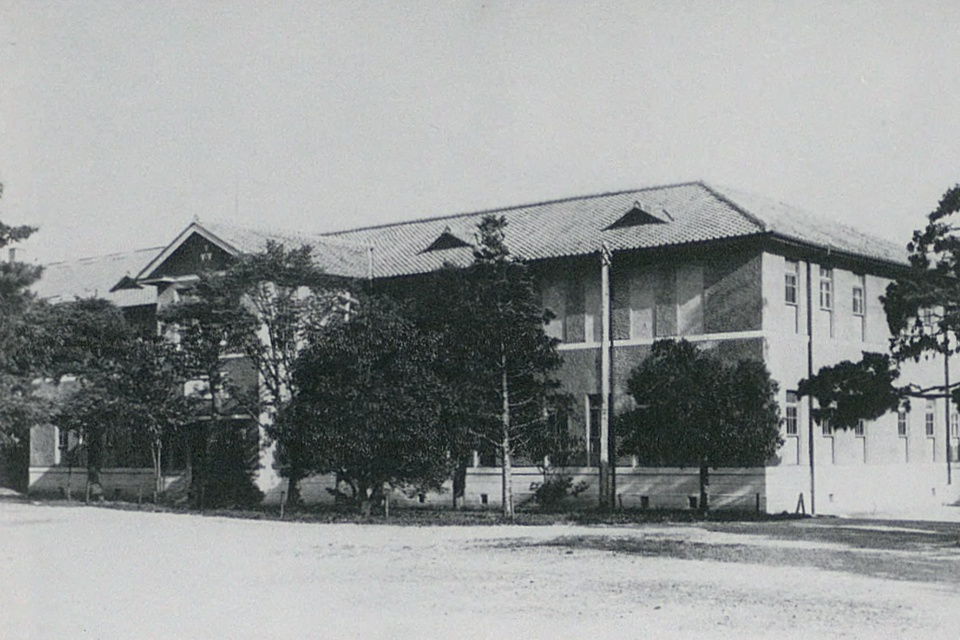
旧徳照館

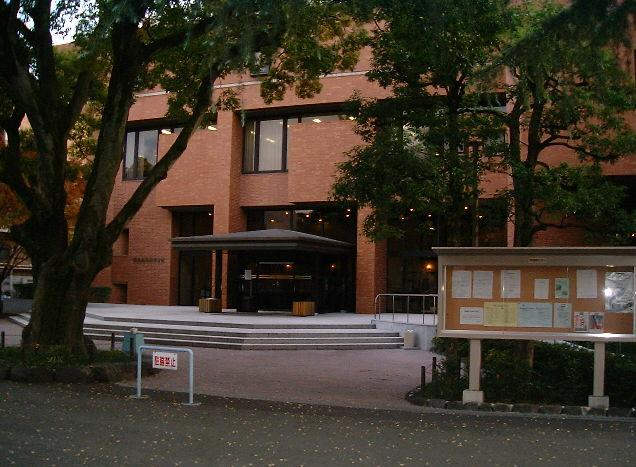
今出川図書館

- 旧致遠館
1916年竣工。煉瓦造2階建て。当初は大学政治経済部および英文科の校舎として用いられた[26]。
- 旧弘風館
1921年竣工。木造2階建て。かつての大学予科校舎[27]。
- 旧徳照館
1923年竣工。木造2階建て。当初は高等商業部が使用した[28]。跡地に神学館が建てられた[29]。
- 啓真館
かつての華族会館京都分館。1952年に同志社が購入して大学院校舎となったが1972年に解体され、跡地に今出川図書館が建てられた。閑院宮家から移築された大学院門と築地塀のみ現存し、公家町の面影を今に伝えている[30][31][32]。
- 講武館 （こうぶ-かん 略称:KB）
仮設の大教室棟であった。良心館の竣工により教室不足が解消したため、2013年に撤去され、跡地には駐輪場が設置された。
- 旧寧静館
1956年竣工。地下1階、地上5階建て、延床面積：5,511m2。命名者は徳富蘇峰。
東側は1階に小教室、2・3階に大教室、西側は小教室、4階に文学部文化学科の研究室、地階に工学部と文学部心理学専攻の実験室が置かれていた。1966年頃に文学部事務室が1階に移転した[33][34]。2021年解体。
- 旧今出川図書館
1973年竣工。設計：富家建築事務所および大阪市立大学栗原研究室、施工：大林組、延床面積：9,154m2、地上3階、地下2階建て[35][36]。1975年第16回BCS賞受賞作品[37]。
2023年夏から解体し、2026年1月に改築竣工予定。

## 文化財
今出川キャンパスには以下の文化財建造物がある。

### 重要文化財
同志社大学今出川キャンパスにある日本国政府指定の重要文化財は以下のとおりである。
- 同志社礼拝堂 （今出川キャンパス）
  - 指定書・台帳番号:1575
  - 種別:近代・学校建築
  - 指定年月日：1963年7月1日
  - 年代：1886年（明治19年）

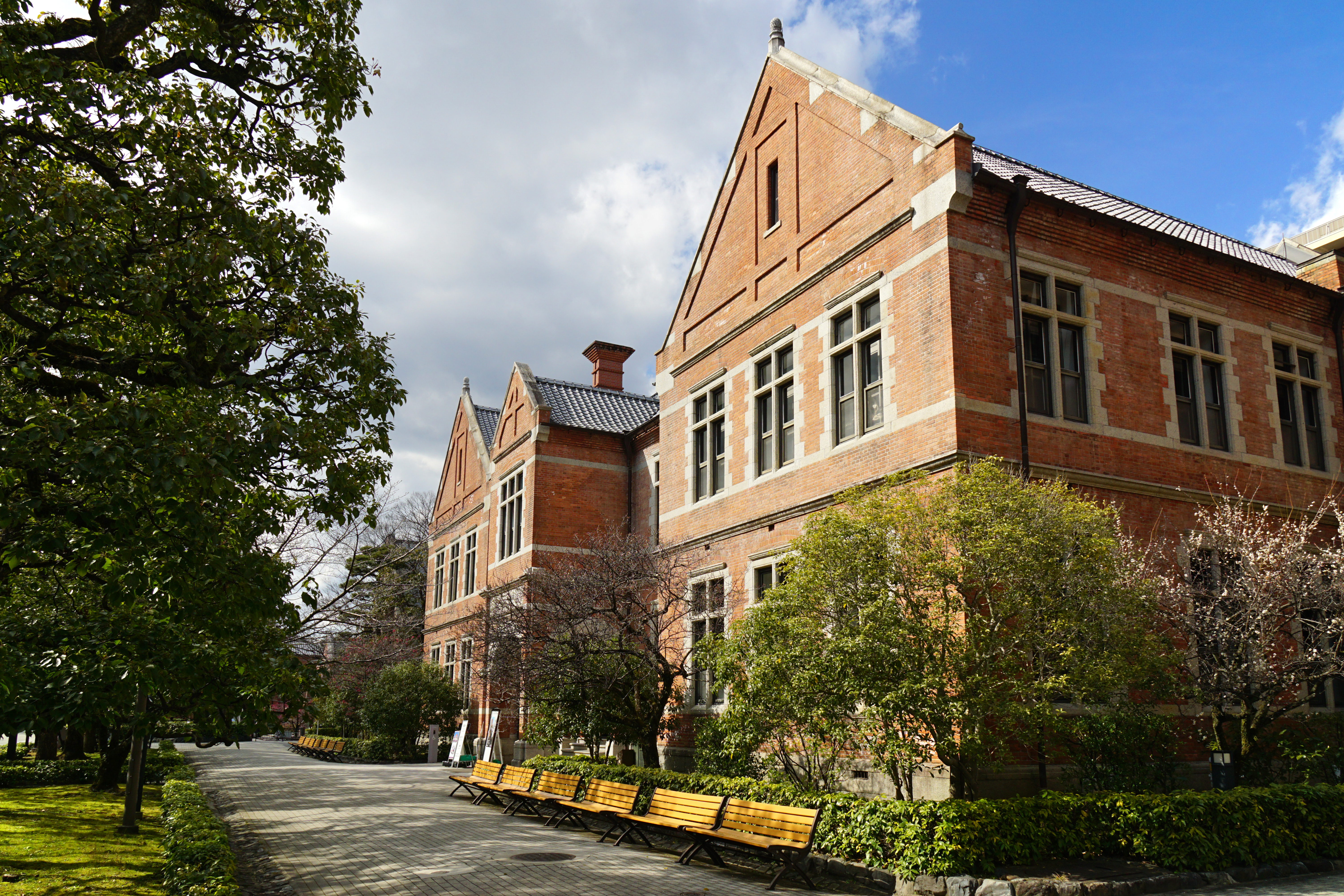
ハリス理化学館
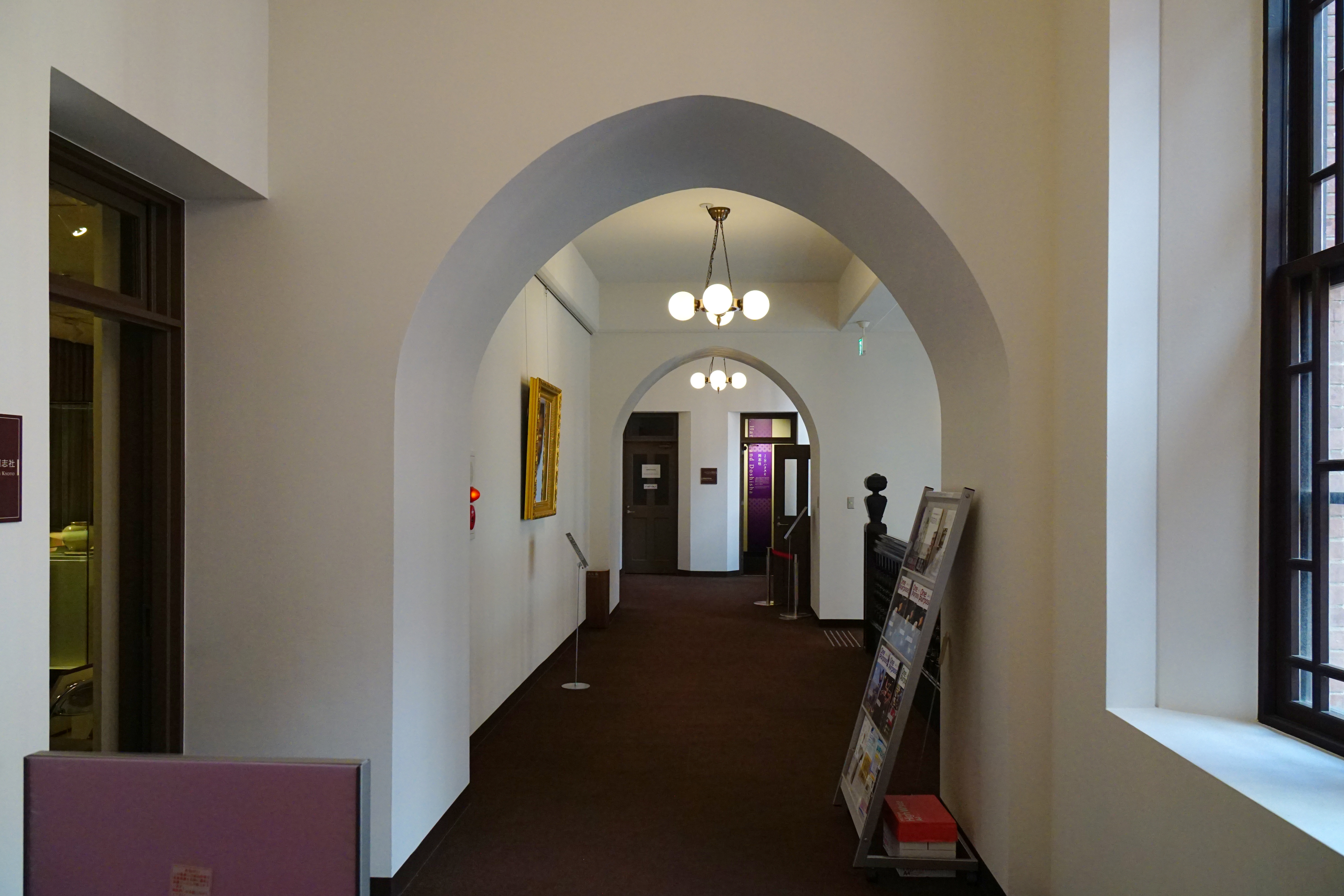
館内2階
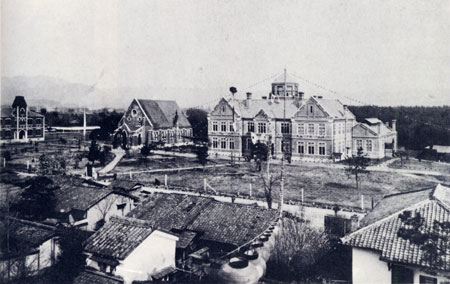
ハリス理化学校ができた1890年の写真。右の建物がハリス理化学館、左が同志社礼拝堂、左端が彰栄館。理化学館中央の天文台は濃尾大地震のあと1893年に撤去された。

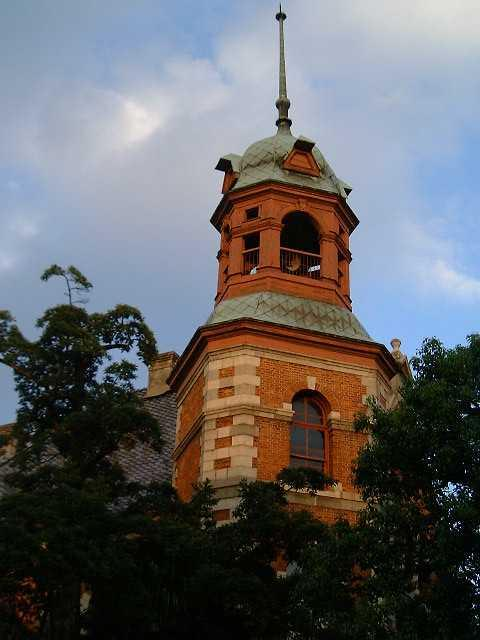
クラーク記念館 改修工事前
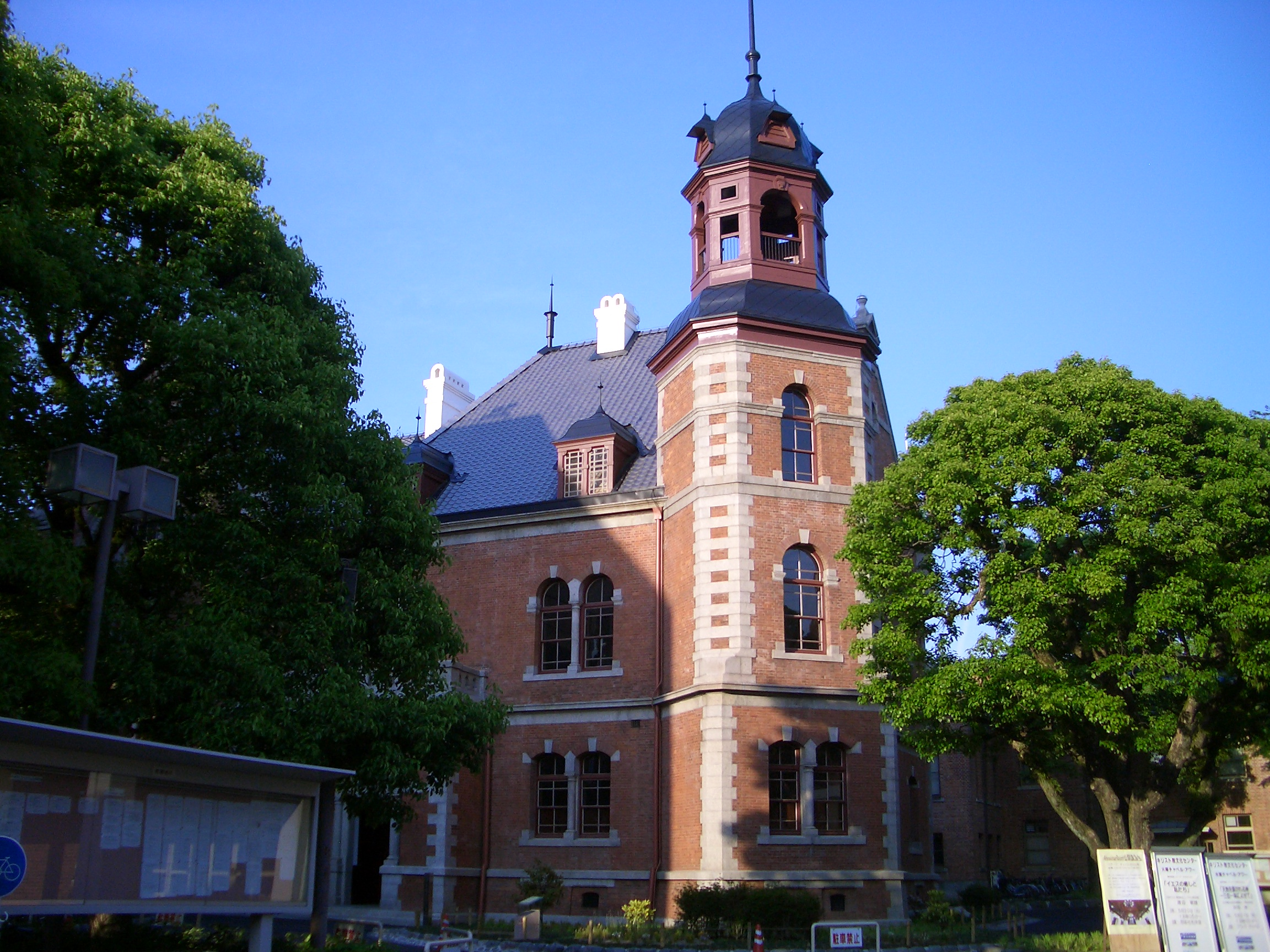
クラーク記念館 改修工事後

  - 構造形式：煉瓦造、建築面積316.0m2[38]、一階建、一部中二階及び地下室付、鉄板葺

D.C.グリーンが設計し、1886年に竣工。アメリカン・ゴシック調の鉄板葺き煉瓦造り。アメリカン・ボードの寄付によって建築。日本におけるプロテスタント派の煉瓦造りの礼拝堂としては現存する最古のもの。施工は有終館も請け負った三上吉兵衛。ステンドグラスが美しく、徳冨蘆花の小説、『黒い眼と茶色の目』の中で「五色の光線」が降ると形容された。1963年に国の重要文化財に指定され、1987年から1990年まで半解体修理工事が行われた。また、2012年には内部の改修が行われ、椅子や照明が創建当初のものに近い姿のものに交換された。現在も礼拝堂として使用されており、毎週礼拝も行われている。また、週末には同志社関係者に限り結婚式を挙げることもできる。同志社の礼拝堂としては2代目（初代は木造）。室内は休暇時期を除く行事等のない平日の昼休み時間帯に、入室・見学が可能となっている。

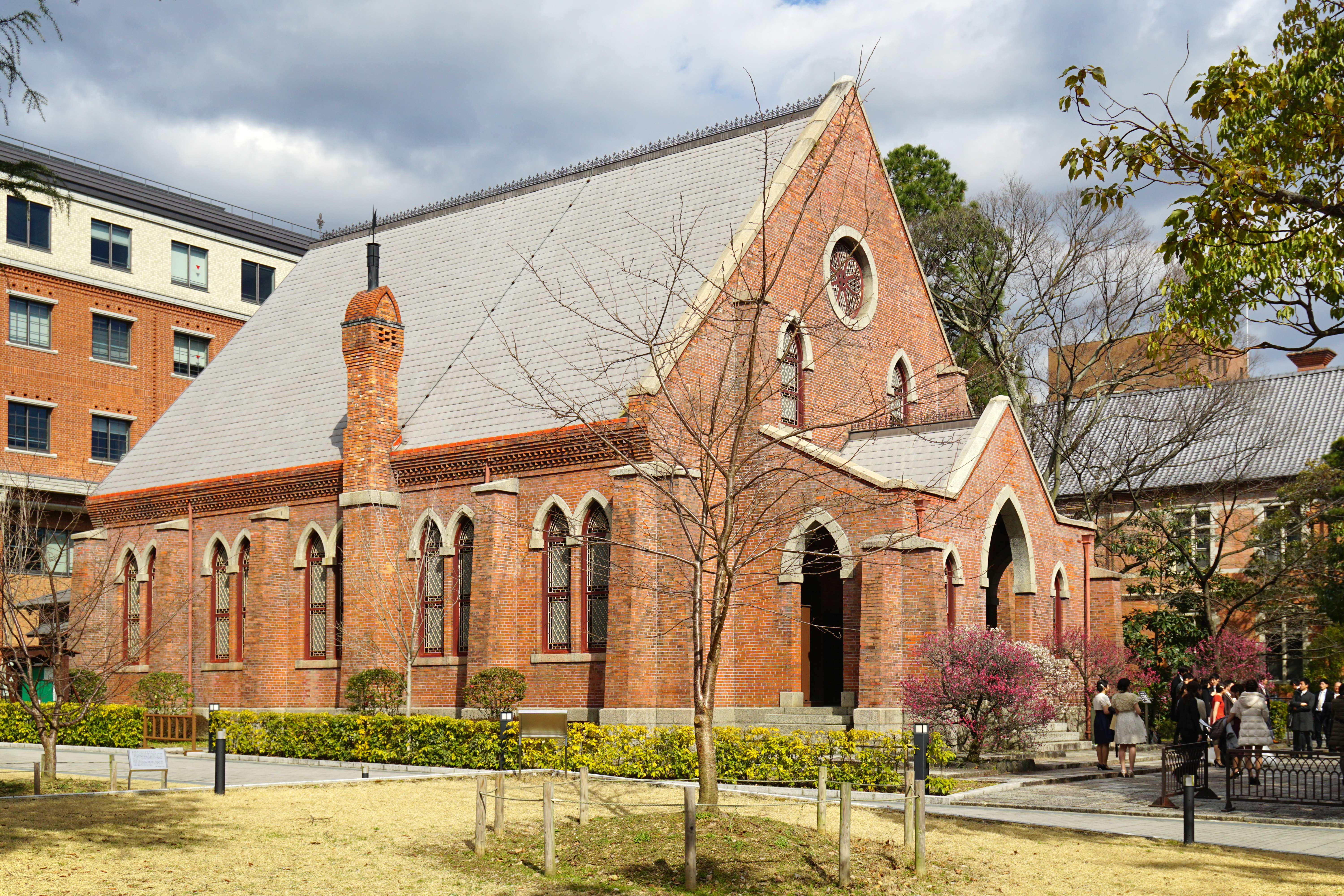
同志社礼拝堂

- 有終館 （今出川キャンパス）
  - 指定書・台帳番号:1575
  - 種別：近代・学校建築

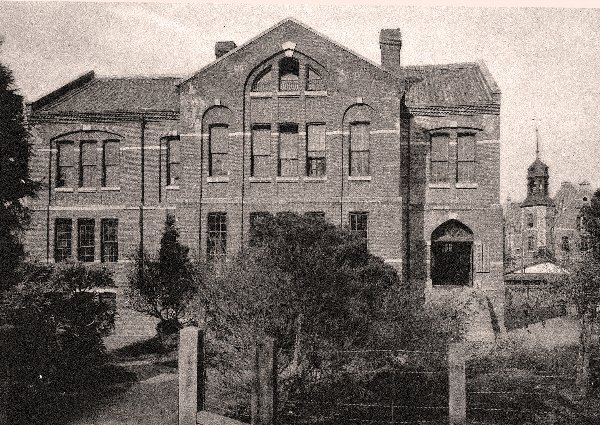
1914年の有終館

  - 指定年月日：1979年5月21日（内装は指定外）
  - 年代：1887年（明治20年）
  - 構造形式：煉瓦造、建築面積352.3m2[38]、二階建、地下一階、桟瓦葺

1887年に、書籍館（しょじゃくかん）として竣工。竣工した当時は日本最大の学校図書館建築物であった。設計はD.C.グリーン。施工は三上吉兵衛。初代大学図書館。のちに政法学校、専門学校、大学予科の校舎となったが、戦後は全館事務所となり、総長室などが置かれた。
1928年昭和天皇が即位礼で在京の折、この有終館が出火した。即位式典の場所である御所は、同志社大学今出川キャンパスに隣接しており、大学当局は即位式の間、全学あげて構内の警備をしていた。ところがその詰所にしていた部屋の木製の大火鉢が加熱して出火してしまったのである。これにより当時の総長および理事、監事は引責辞職。燃え残った有終館の駆体は撤去の予定であったが、当時隣の同志社女学校の建築を手がけていた武田五一が修理・保存を勧告、結局外壁の内部に15cmの鉄筋コンクリートの壁を作る方法で保存した。 有終館の名は図書館としての役目を終えた際に当時の総長であった海老名弾正が命名した。
- 1914年の有終館

- ハリス理化学館 （今出川キャンパス）
  - 指定書・台帳番号:1575
  - 種別：近代・学校建築
  - 指定年月日：1979年5月21日（階段以外の内装は指定外）
  - 年代：1890年（明治23年）
  - 構造形式：煉瓦造、建築面積587.0m2[38]、東北隅実験室付、桟瓦葺

アメリカ合衆国コネティカット州ニューロンドンのハリス(JONATHAN N. HARRIS)の寄付によって建設された。設計者は英国王立建築家協会員のA.N.ハンセル。1890年の竣工で、イギリス積みの煉瓦建築。創建当初は屋上に天文台が設置されていたが、1891年に起きた濃尾地震により破損し、修復しても不安が残ることから僅か3年で撤去されている。1979年5月21日に重要文化財に指定された。以前は2階の一角に「Neesima room」と称する展示室があり、他は入試部の事務所などが使用してきたが、良心館の完成に伴う事務所の移転により2013年11月に全館が「ハリス理化学館同志社ギャラリー」という名称の展示館としてオープンした。
- ハリス理化学館
- 館内2階
- ハリス理化学校ができた1890年の写真。右の建物がハリス理化学館、左が同志社礼拝堂、左端が彰栄館。理化学館中央の天文台は濃尾大地震のあと1893年に撤去された[42]。

- クラーク記念館 （今出川キャンパス）
  - 指定書・台帳番号:1575
  - 種別:近代・学校建築
  - 指定年月日：1979年5月21日
  - 年代：1894年（明治27年）
  - 構造形式：煉瓦造、建築面積389.4m2[38]、桟瓦葺、西南隅塔屋付、銅板葺
  - 附指定:建築仕様書等1冊、建築設計図1巻

ドイツのネオ・ゴシックを基調とする建築物で、「印象的な尖塔は同志社大学のシンボル的存在」と同志社大学関係者は考えている。27歳でこの世を去った息子（バイロン・ストーン・クラーク）のためにとB.W.クラーク夫妻より6000ドル寄付され建設された。そのため1階の壁面に「THE STUDY OF THE WORD OF GOD WAS DEAR TO HIM」（神の言葉の研究は彼にとって大切であった、の意）と刻まれている。1894年の開館当時はクラーク神学館と呼ばれ、神学教育・研究の中心として使用された。1979年5月に「設計図」、「新築仕様書」とともに重要文化財に指定された。2003年1月から2008年2月まで10億1760万円をかけ改修工事が行われた。この際、後世に改造された部分などは撤去され、当初の姿に復元された。2006年度に行われた同志社EVEにおいて、補修工事に使われた土居葺板に寄せ書きを行うイベントが開催された。現在でも教室があり、主に神学部の授業が行われる。2階にあるクラークチャペルは、休暇時期を除く行事等のない平日の昼休み時間帯に、入室・見学が可能となっている。
- クラーク記念館 改修工事前
- クラーク記念館 改修工事後

- 彰栄館 （元同志社中学校）
  - 指定書・台帳番号:1575
  - 種別：近代・学校建築
  - 指定年月日：1979年5月21日
  - 年代：1884年（明治17年）
  - 構造形式：煉瓦造、建築面積276.2m2[38]、2階建、桟瓦葺、東面塔屋付、南面玄関ポーチ付、鉄板葺
  - 附指定：時計機械1台 MAY 5, 1887の銘板がある

D.C.グリーンが設計し、1884年に竣工。アメリカン・ゴシック調の瓦葺きの煉瓦造り。アメリカン・ボードの寄付によって建築。京都市内に現存する煉瓦建築の中では最古のもの。東側に向いた左右対称の建物である。
1951年に同志社中学校の教室棟として増築された新彰栄館が正面右側に接触していたため、左右対称のファサードが長く見られなくなっていたが、新彰栄館は2012年末に撤去され、跡地は「サンクタスコート」と呼ばれる芝生広場として再整備された。
新彰栄館増築の際、接触部の窓を埋めたり、壁に穴を開けて連絡通路を作る等の改変が行われていたため、2013年から復元工事が行われ、2014年3月に完成した。

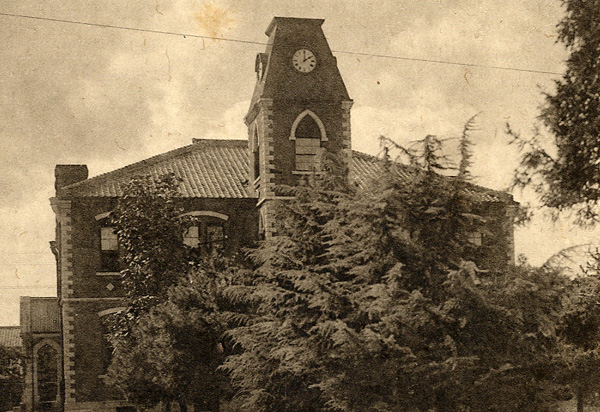
昭和初期の彰栄館
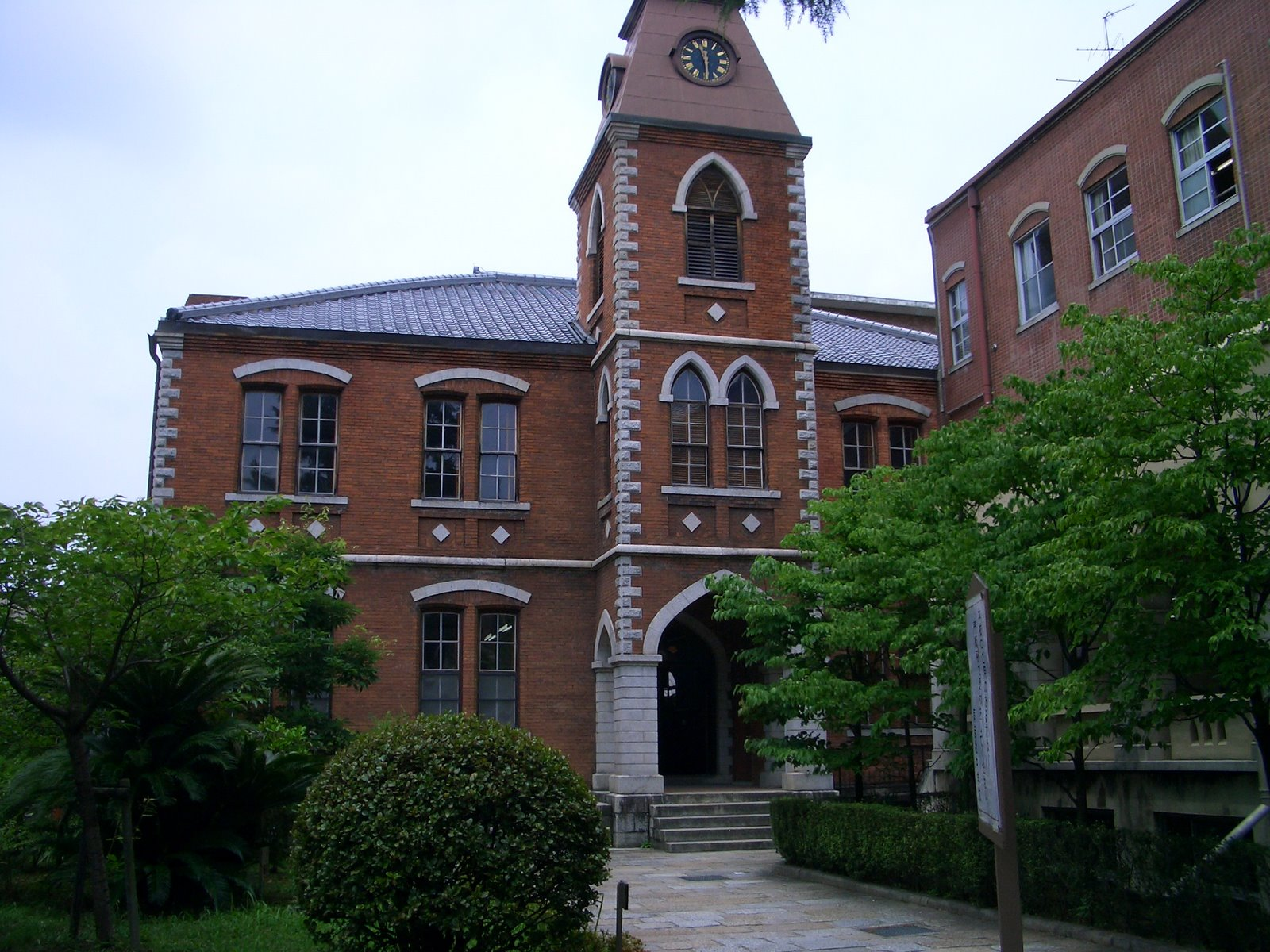
新彰栄館撤去前の彰栄館
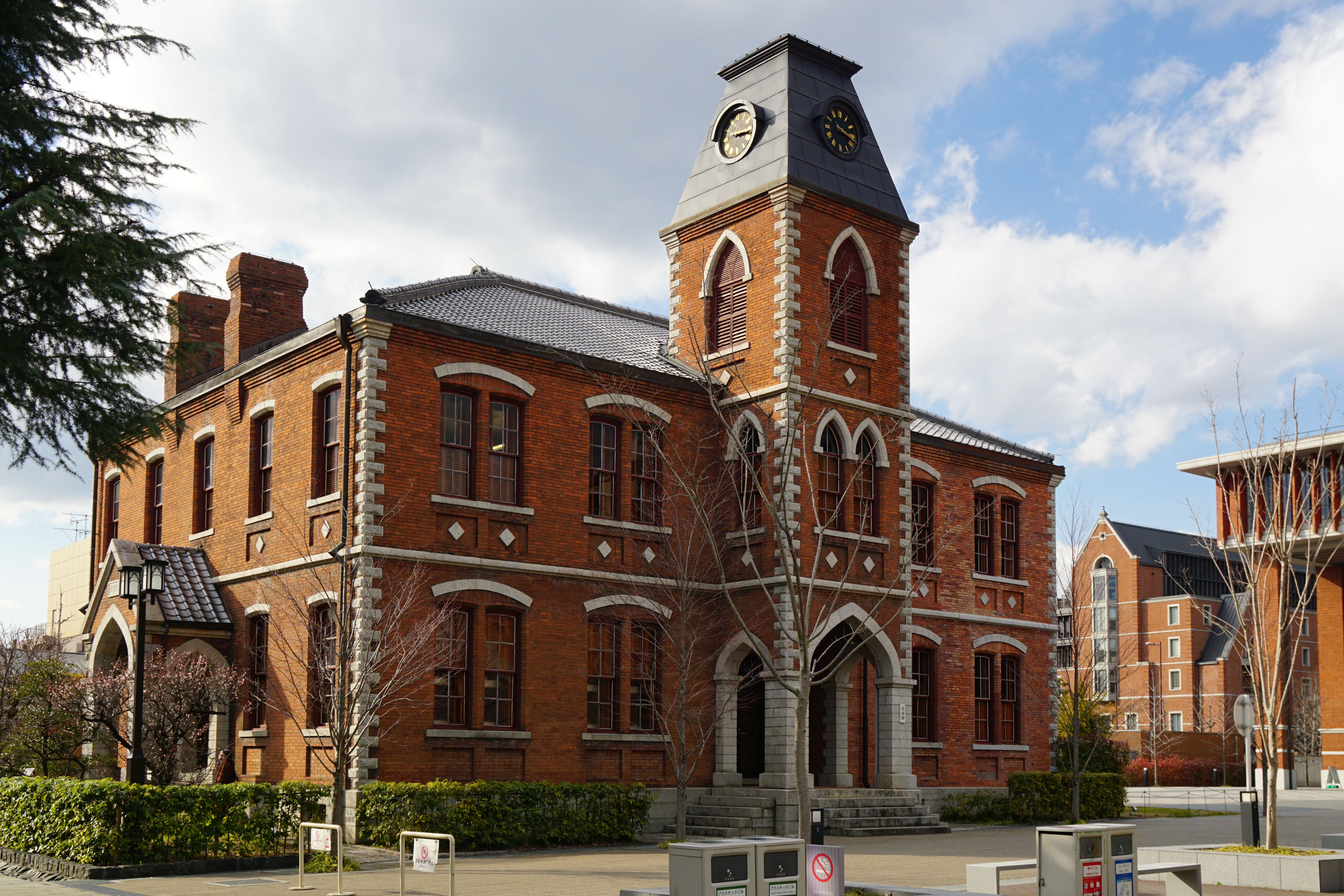
新彰栄館撤去後、修復を終えた彰栄館

### 登録有形文化財
同志社大学今出川キャンパスにある日本国政府によって登録された登録有形文化財は以下のとおりである。
- アーモスト館
  - 登録番号：26-0200
  - 構造：鉄筋コンクリート造地上3階地下1階建、スレート葺、建築面積343m2[38]
  - 年代：1932年（昭和7年）
  - 所在地：京都府京都市上京区今出川通烏丸東入相国寺門前町632
  - 原簿記載年月日：2005年11月10日
  - 官報告示年月日：2005年12月5日

1931年11月29日定礎。1932年3月20日竣工。ニューイングランド・ジョージア様式で、左右対称の概観が特徴。2005年11月10日に登録有形文化財（建造物）に登録。設計はウィリアム・メレル・ヴォーリズ(W.M.Vories)。施工は清水組。学校の創設者である新島襄の母校、アーモスト大学の関係者の寄付によって建設された。1932年から2007年4月まで学生寮（アーモスト寮）として使用されていたが、2008年10月から2009年5月まで3億1800万円をかけ、外国人研究者用の宿泊施設へと改築された。その際に重要文化財を目指すため、基本的な構造は変化させず、内装や耐震化のみ手を加えられた。

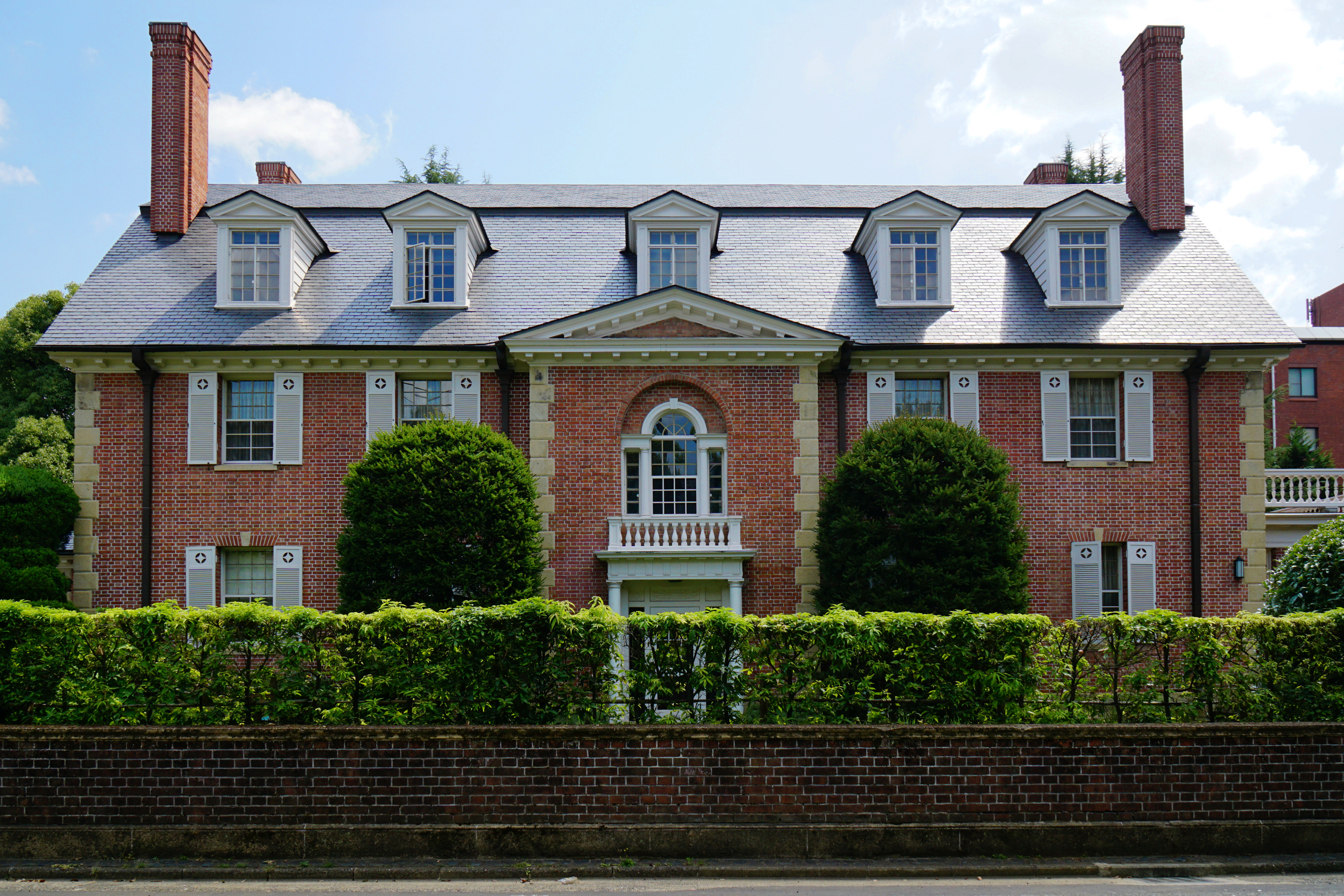
アーモスト館
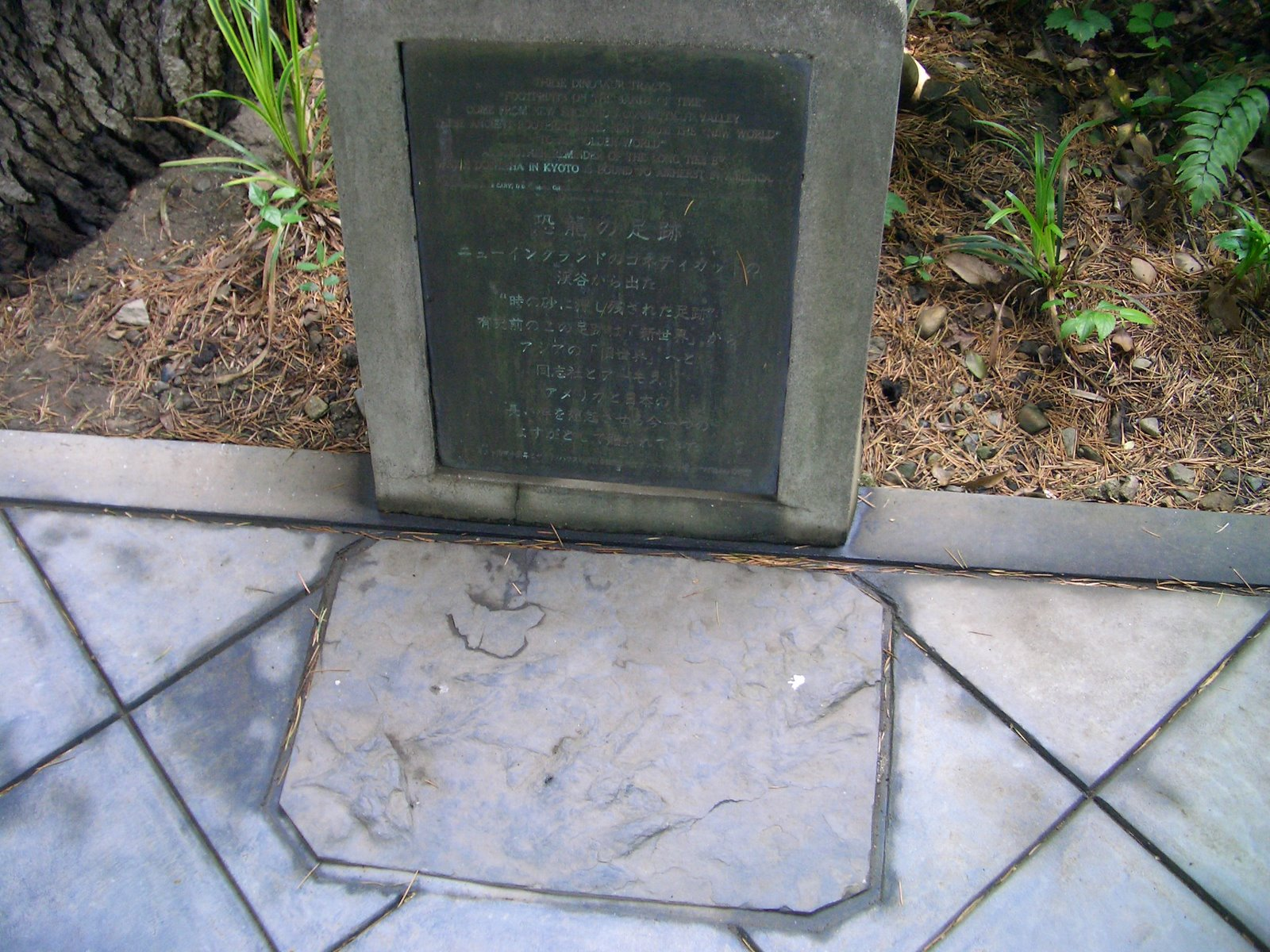
アーモスト館にある恐竜の足跡

- 同志社啓明館本館
  - 登録番号：26-0256

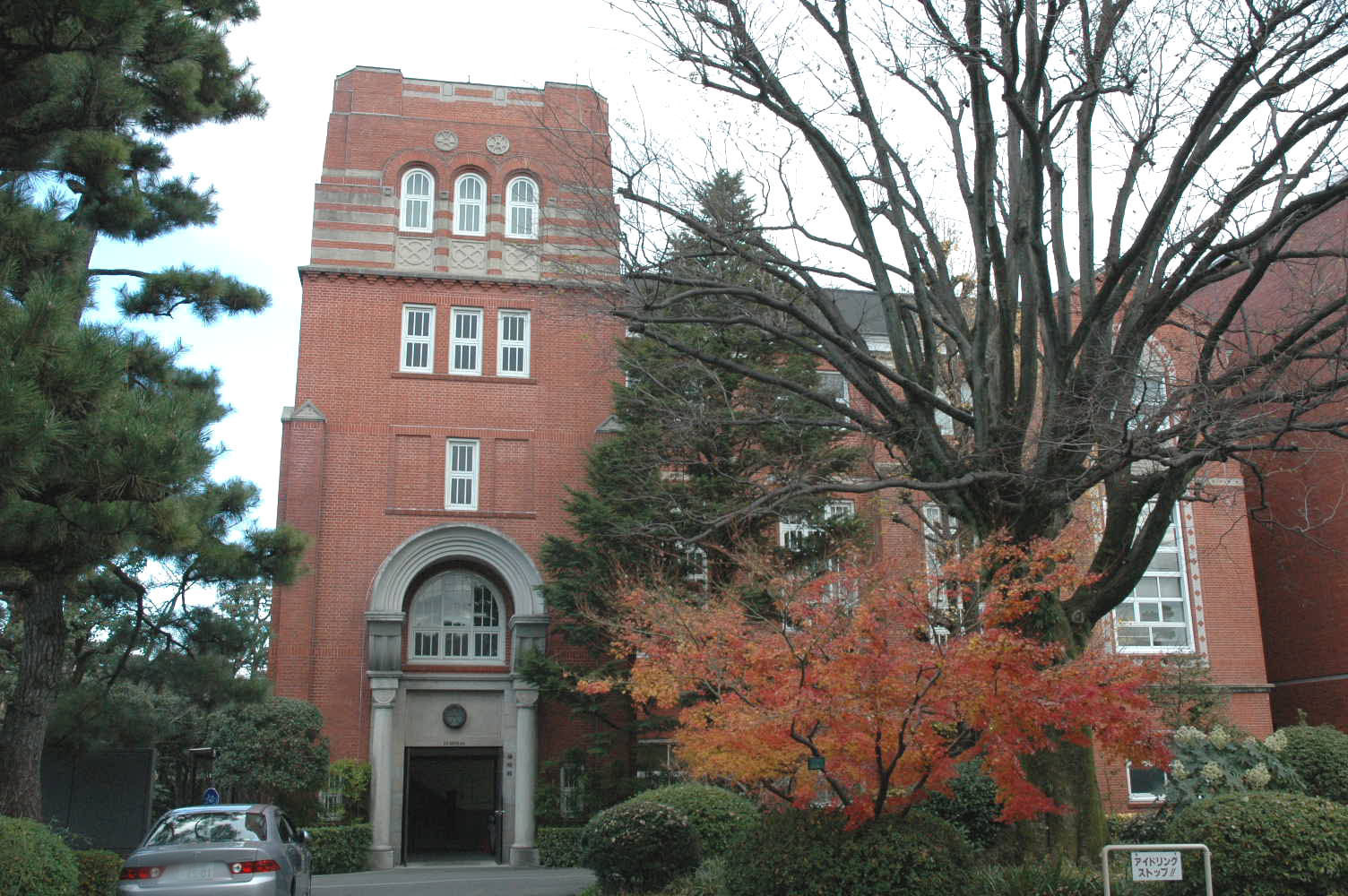
啓明館

  - 構造：煉瓦及び鉄筋コンクリート造5階建、スレート葺、建築面積406m2[38]
  - 年代:1920年（大正9年）
  - 所在地:京都府京都市上京区今出川通烏丸東入玄武町602-1
  - 原簿記載年月日：2007年7月31日
  - 官報告示年月日：2007年8月13日

1920年図書館（2代目大学図書館）として竣工。設計はウィリアム・メレル・ヴォーリズ(W.M.Vories)。第二次大戦中、ラングドン・ウォーナー博士が米陸軍当局に提出した「爆撃してはならない日本の文化財目録」の中に入っていた。1973年12月 に、「今出川図書館」（2023年に解体された3代目大学図書館）の竣工により、「啓明館」と改称する。2007年7月31日に登録された。特徴的なファサードは、2012年竣工の良心館の外観にも取り入れられている。
- 啓明館

- 同志社啓明館西館
  - 登録番号：26-0257
  - 構造：煉瓦及び鉄筋コンクリート造4階建、スレート葺、建築面積153m2[38]、渡廊下付
  - 年代：1915年（大正4年）
  - 所在地：京都府京都市上京区今出川通烏丸東入玄武町602-1
  - 原簿記載年月日：2007年7月31日
  - 官報告示年月日：2007年8月13日

1915年図書館（2代目大学図書館）として竣工。設計はウィリアム・メレル・ヴォーリズ(W.M.Vories)。1973年12月 に現在の図書館（3代目大学図書館）の竣工により、「啓明館」と改称する。2007年7月31日に登録された。

## 記念碑

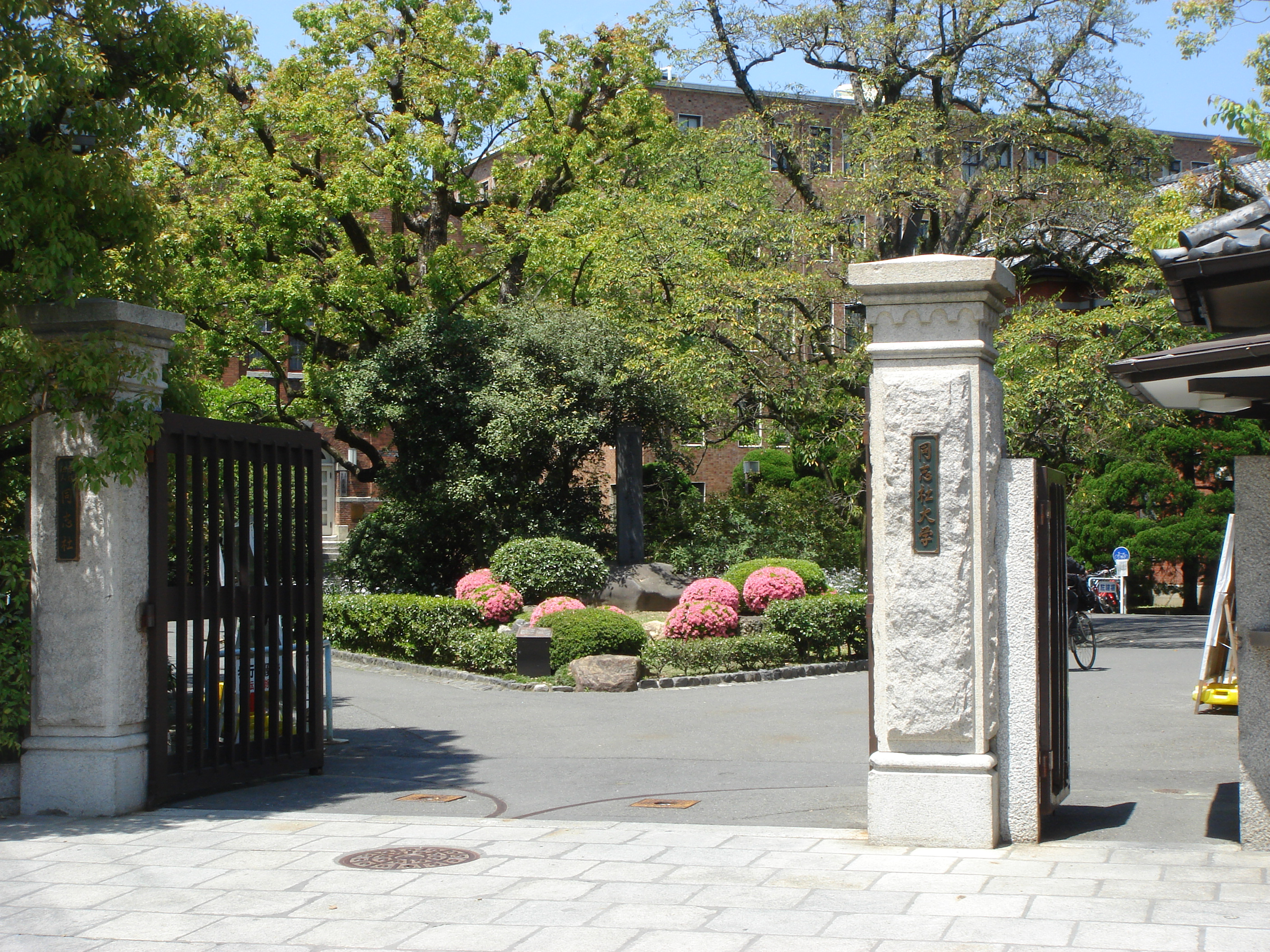
良心碑

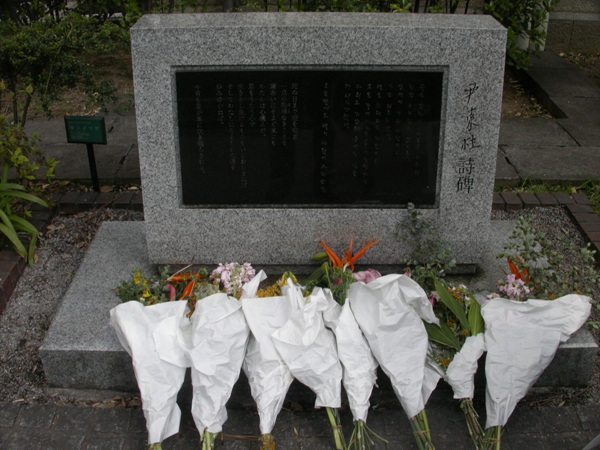
尹東柱詩碑

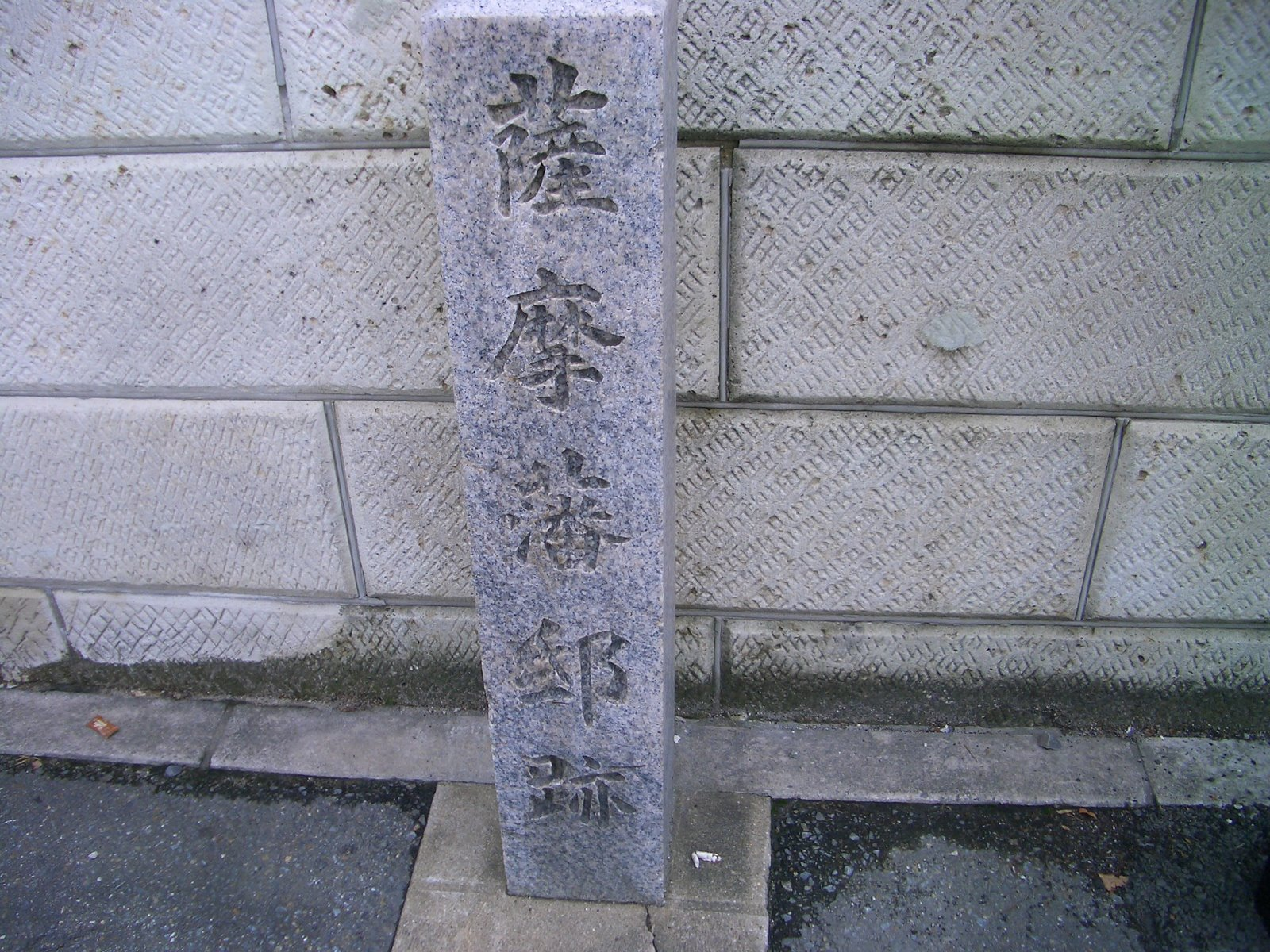
薩摩藩邸跡碑

- 良心碑
1940年、新島襄永眠50周年記念事業の一環として建てられた。「良心之全身ニ充満シタル丈夫ノ起リ来ラン事ヲ」という、新島が一学生に与えた書簡中の一節が刻まれている[49]。
- 同志社東門跡碑
1960年代に建てられた[50]。
- 第二寮跡碑
設置年は不明[50]。
- 出陣記念植樹碑
1943年、学徒出陣におもむく文学部厚生学専攻第2回卒業生により建立[50]。
- 尹東柱詩碑
1995年、同志社校友会コリアクラブにより建立[15]。
- 鄭芝溶詩碑
2005年、沃川郡・沃川文化院・鄭芝溶記念事業会により建立[51][15]。
- 一粒の麦碑
1976年、同志社商業高等学校跡地に建てられた[50]。
- 薩摩藩邸跡碑
1968年、京都市により西門前に建立[52]。

## アクセス
- 京都市営地下鉄烏丸線今出川駅下車すぐ
  - 北側1番出口と良心館地下は直結している。
- 京阪鴨東線出町柳駅から徒歩15分

かつては京都市電今出川線に同志社前停留所があったが、1976年に廃止された。

## ギャラリー

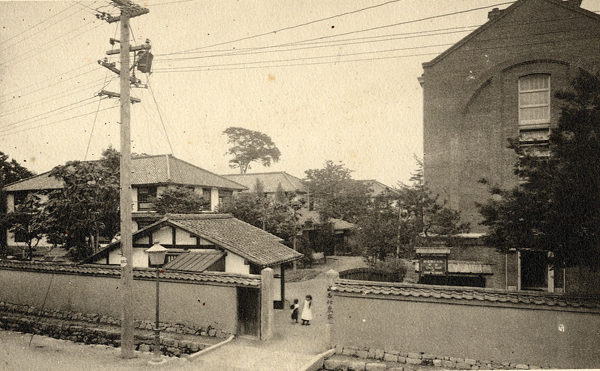
1916年ごろの今出川キャンパス
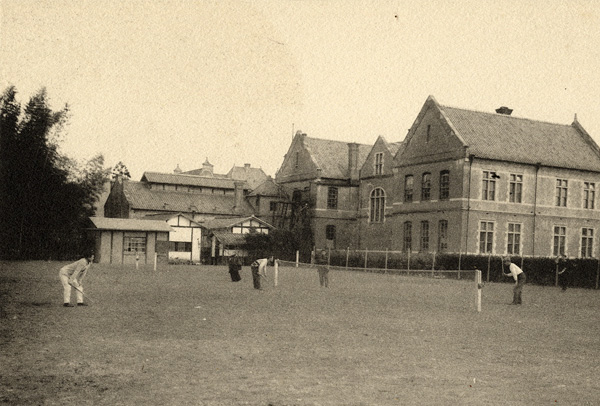
明治時代の今出川キャンパス
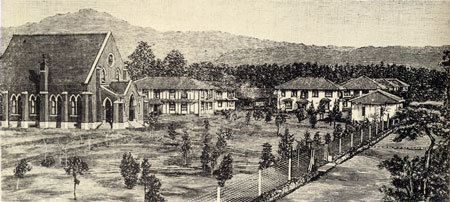
1886年のキャンパス
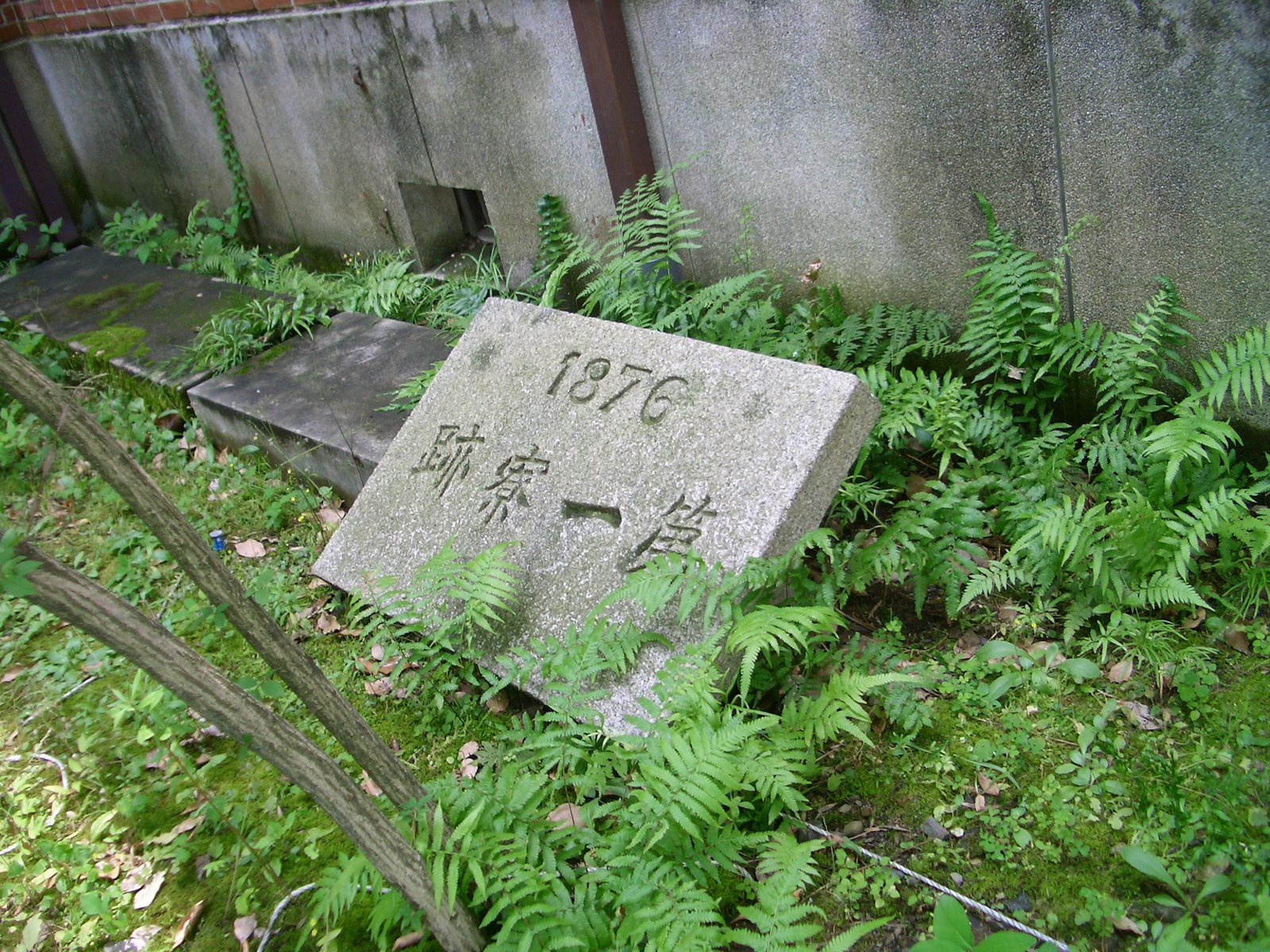
第一寮跡を記す石碑
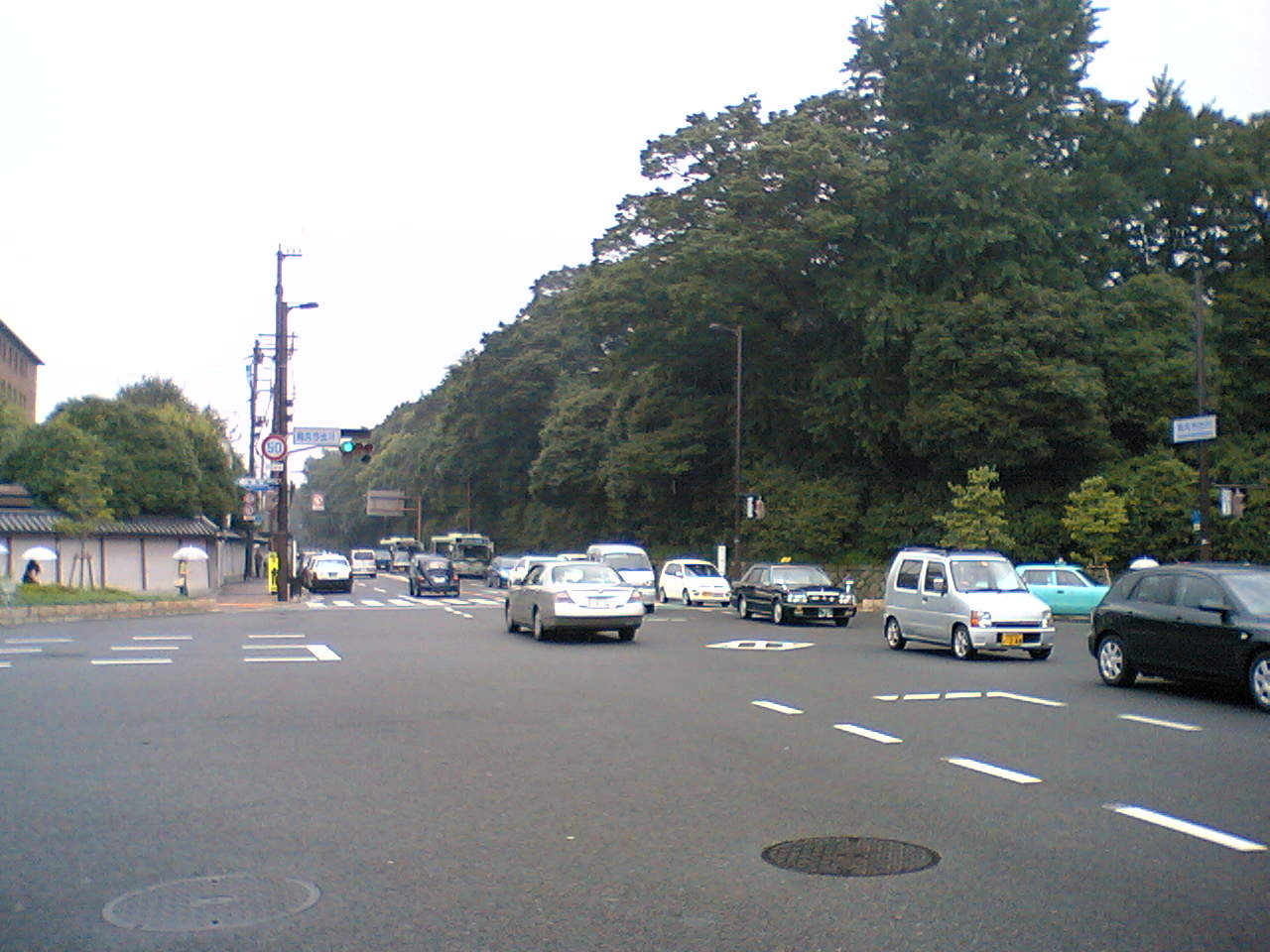
右側が京都御所、左側が同志社大学今出川キャンパス（烏丸今出川交差点）
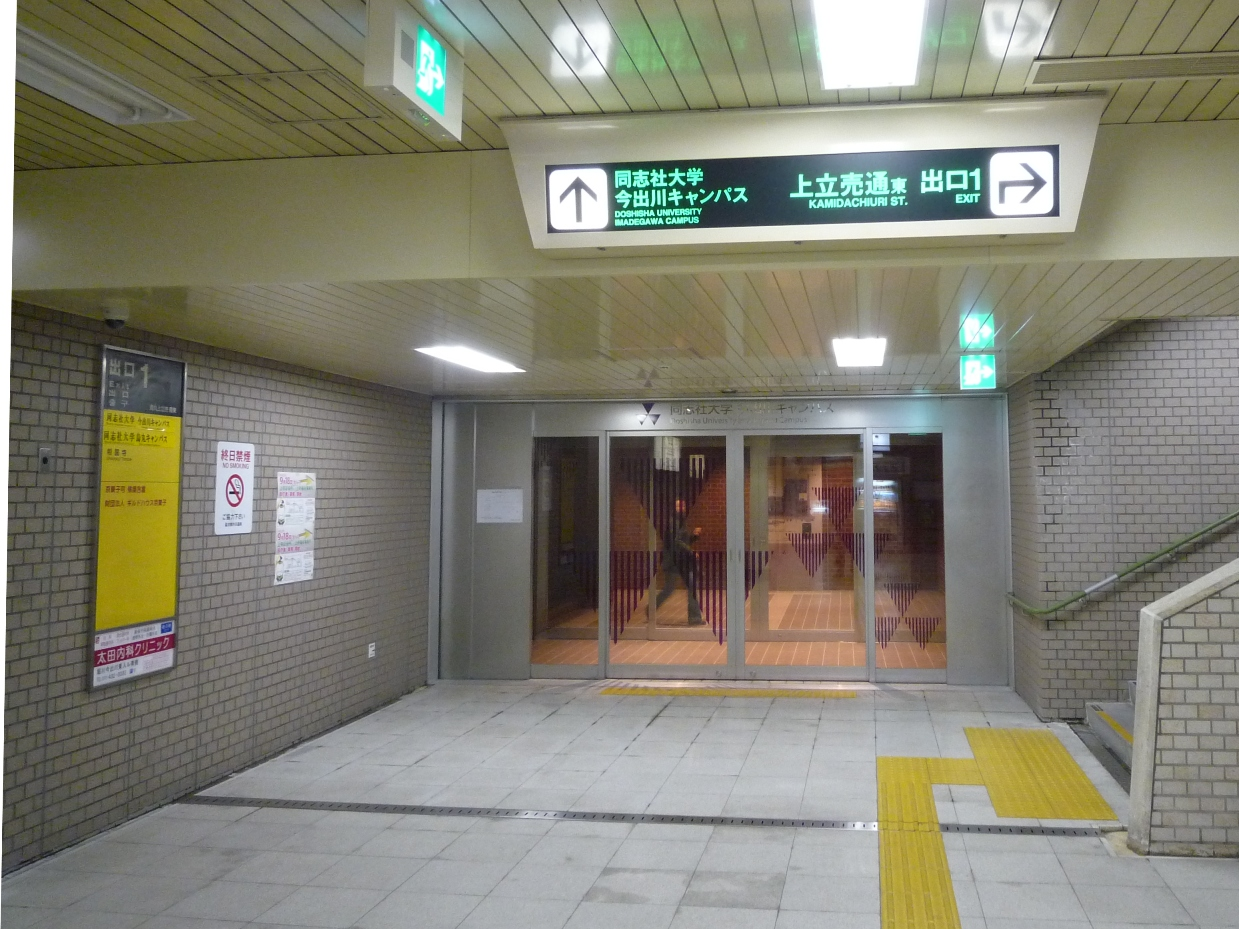
今出川駅と良心館をつなぐ連絡通路